# إريتاما
إريتاما (بالبرتغالية: Iretama)؛ بلدية في ولاية بارانا في المنطقة الجنوبية من البرازيل.